# コアマガジン
株式会社コアマガジン（英語: Coremagazine Co.,Ltd.）とは、日本の出版社の一つ。
白夜書房の系列出版社で、主にアダルト・サブカルチャーを中心とした雑誌・書籍を発行している。以前は池袋にて直営書店「コアブックス」の運営も行っていた。

## 略史
- 1985年5月、白夜書房の出版物の一部を発行する会社として、株式会社少年出版社が設立。
- 1995年3月、株式会社コアマガジンに社名変更。白夜書房が発行していたアダルト・サブカルチャーの雑誌・書籍発行部門と統合した。当初は新社名として他に『ごきげん出版社』という案もあり、一度はこの名前で決定したが、各方面よりの強い反対により断念。コアな雑誌社、もしくは世の中の核になる出版社という意味で『コアマガジン』と命名された。
- 2002年6月、東京地方裁判所により女優中村愛美に対する220万円の損害賠支払命令を受ける[1]。
- 「ブブカスペシャル7」（2002年6月発売）にてモーニング娘。メンバーらのプライベート写真を無断で掲載したとして訴えられ、東京高裁で896万円の賠償命令が下った[2]。2008年10月15日に、最高裁にて東京高裁での決定を支持する判決が確定している[2]。
- 2006年10月、警視庁少年育成課、同社が発行していた「裏BUBKA」にて児童ポルノの映像を一部修正し同雑誌付録のDVDに二次転載したとして児童買春・児童ポルノ禁止法違反（製造）の疑いで、同誌元編集長を逮捕。同社についても同月中に書類送検した。
- 2007年9月7日、朝日放送の高野直子元アナウンサーによって、名誉毀損及び著作権法違反の容疑で大阪府警大淀署に刑事告訴された[3]。
- 2012年4月には、白夜書房からパチンコ・パチスロ関連雑誌の編集機能がガイドワークスに移管されることに伴い、当社からも『パチンコオリジナル実戦術』『パチンコ激闘伝!実戦守山塾』などのパチンコ雑誌・ムックがガイドワークスに移管された。
- 2013年1月31日、直営書店のコアブックス池袋店を閉店[4]
- 2013年4月19日、『コミックメガストア』と『ニャン2倶楽部』の二つの編集部が家宅捜索を受けた[5]。同年4月24日、両雑誌の休刊を発表した[6]。
- 2013年7月25日、警視庁保安課は、『コミックメガストア』と『投稿ニャン2倶楽部』の5月号にて、わいせつな漫画や写真を掲載した雑誌を販売したとして、同社取締役や社員3人をわいせつ図画頒布容疑で逮捕した[7][8]。
- 2015年10月30日、ネット書店のコアブックスを閉店[9]。
- 2015年12月、白夜書房が株式会社コアマガジンホールディングスを新設。
- 2019年12月、愛読者シールサービス終了。

## 雑誌

### コミック雑誌（紙）
- コミックホットミルク（美少女アダルト漫画誌・毎月2日刊）
- drap（ボーイズラブ漫画誌・毎月末日刊）

### コミック雑誌（電子書籍）
- drap milk（ボーイズラブコミックアンソロジー、毎月15日配信）
- コミックホットミルク濃いめ♥（人妻アダルト漫画誌）
- コミックメガストア（2022年に電子のみで復刊されたため、別扱いとする）
- LQ（コミックアンソロジー、偶数月14日配信）
- コアコレ（コミックアンソロジー、不定期配信）
- コミック外楽（コミックアンソロジー、不定期配信）
- コミックメガストアDEEP（美少女アダルト漫画誌、不定期配信）
- リトルガールストライク（コミックアンソロジー、不定期配信）

### 美少女ゲーム雑誌
- メガストア（アダルトゲーム誌・毎月30日刊）

### 実話誌
- 実話BUNKAタブー（毎月16日刊）
- 実話BUNKA超タブー（偶数月2日刊）

### 休刊・廃刊した雑誌
- V ZONE（ホラー雑誌、創刊号のみ、オリジナルビデオアニメ雑誌）
- ON STAGE（音楽雑誌）
- 裏BUBKA（元編集長が児童ポルノを同誌に転載したとして逮捕された）
- @BUNTA
- @BUNTA DX
- BUBKA時代
- 別冊BUBKA
- BURST（不良文化情報誌）
  - BURST HIGH
  - TATTOO BURST
- 2ちゃんねるぷらす
- 2ちゃんねるアーカイブ
- 熱烈投稿
- スーパー写真塾
- ホイップ
- クラスメイトジュニア
- クラスメイトDX
- ビデオメイトDX
- うぶモード
- ニャン2倶楽部
- ニャン2倶楽部Z
- ニャン2倶楽部ライブWindowsDVD
- ニューフェチ倶楽部
- COMIC WAVE -  『熱烈投稿』増刊。
- COMICクラフト - 少年出版社時代に白夜書房の雑誌の増刊として発行。
- マッドマックスシリーズ
  - 実話マッドマックス - 『@BUNTA』増刊号として創刊。
  - 劇画マッドマックス
  - 爆撮マッドマックス
- コミックメガキューブ - 前身誌は漫画ブリッコ→漫画ホットミルク。以下は後継誌。
  - コミックメガプラス
  - コミック0EX (2007-2010)
  - コミックメガミルク (2010-2012)
- コミックメガストア (1993-2013)
- コミックメガストアH (2002-2013)
- コミックメガストアα（2013-2019[10]）
- G-type（アニメ中心）
  - Voice-type（アダルトボイスドラマ雑誌。V-typeが第2号よりタイトル変更）
- 漫画ホットミルク（白夜書房から移管）
  - アリスの城
  - コミックジャンキーズ
- 漫画ばんがいち（コンビニ販売用美少女アダルト漫画誌） - 創刊当初は『漫画極道』『漫画番外地』というアウトロー系漫画誌だった[11]。
- 小説イマージュクラブ(ボーイズラブ雑誌)
- 恋愛体験CANDY KISS
- ロト ナンバーズ的中王（2019-2020）

### 移籍した雑誌
- ニャン2倶楽部（マイウェイ出版に移籍）
- ブブカ（白夜書房に移籍）

## 書籍
- コア新書 - 2014年4月3日創刊。
- コアコミックス - 1995年創刊。2005年以降はコンビニコミック。
- ドラコミックス - 2000年1月創刊。
- ホットミルクコミックス - 1987年3月創刊。1993年4月新装刊。
- メガストアコミックス - 2001年5月創刊。

## ウェブマガジン
- VOBO（更新停止中）
- ブッチNEWS

## 書店事業

### 直営店「コアブックス」
かつて存在したコアマガジンのアンテナショップ。同社書籍だけでなく、他社商品含め広く漫画一般を取り扱う書店だった。旧まんがの森高田馬場店を引き継ぎ、高田馬場駅戸山口近くに開店。2009年4月3日に高田馬場から同じくまんがの森池袋店を引き継ぐ形で東池袋に移転。2013年1月31日閉店。
まんがの森は1990年代以降男性向け成年コミックの取り扱いを縮小したが、コアブックスは逆にメインの商品として扱っていた。また、成年コミックでは著者の直筆サイン入り単行本をプレミアなしで販売するなどファンに支持された。
- 閉店時の店内構成
  - 1F手前：週刊誌・月刊誌・主に女性向け商品
  - 1F奥：主に男性向け商品

## その他
- メガロマンス - 美少女ゲームブランド

メガストア同様、美少女ゲーム雑誌を発行している、大手出版社であるエンターブレイン、メディアワークスと手を組み、『まじれす!! 〜おまたせリトルウイング〜』（キャラクターデザイン: みさくらなんこつ）の共同開発およびタイアップを行った。